# 白山市役所
白山市役所（はくさんしやくしょ）は、石川県白山市倉光2丁目にある日本の地方公共団体である白山市の執行機関としての事務を行う役所である。

## 概要
当庁舎は、1998年に建てられたものであり、庁舎棟と市民交流センター棟の2棟で構成されている。庁舎の特徴は、人にやさしい庁舎（ハートビル法適用）及び環境にやさしい庁舎である。バリアフリーに配慮した庁舎となっており、窓口には、低いカウンターを設置しているほか、 各室の出入り口の床は、段差がなく、エレベーターも4基設置されている。
当庁舎では快適なオフィス空間づくりのため分煙方式を採用しており、ロビー、事務室等が禁煙となっており、各階に喫煙コーナーが設置されている。

## 支所及び市民サービスセンター
- 白山市役所 鶴来支所
- 白山市役所 美川支所

白山市内には本庁舎のほか、2つの支所及び5つの市民サービスセンターがある。

### 白山市役所 鶴来支所
所在地:白山市鶴来本町四丁目ヌ85番地
郵便番号:〒920-2192

### 白山市役所 美川支所
所在地:白山市美川浜町ヨ103番地
郵便番号:〒929-0292

### 白山市 河内市民サービスセンター
所在地:白山市河内町福岡77番地
郵便番号:〒920-2392

### 白山市 吉野谷市民サービスセンター
所在地:白山市佐良ニ136番地
郵便番号:〒920-2394

### 白山市 鳥越市民サービスセンター
所在地:白山市別宮町ロ170番地
郵便番号:〒920-2393

### 白山市 尾口市民サービスセンター
所在地:白山市瀬戸午10番地
郵便番号:〒920-2395

### 白山市 白峰市民サービスセンター
所在地:白山市白峰ハ157番1地
郵便番号〒920-2501

## 本庁配置図
| 階 | 概 要 |
| -- | --- |
| 7F | 議会傍聴室、農業委員会事務局、広報広聴課、監査委員会事務局、屋外庭園、議会第3会議室、健康管理室、パブリックスペース、会議室701〜702                                                                              |
| 6F | 市議会議場、議会図書室、議員室、応接室、副議長室、議長室、議会事務局、議会第1，2会議室 |
| 5F | 総務課、選挙管理委員会事務局、デジタル課、行政経営室、財政課、職員課、秘書課、市長室、特別応接室、副市長室、庁議室、企画課、SDGs地方創造推進室、協働推進課、定住支援課、交通対策課、白山総合車両所等活用推進室、 |
| 4F | 環境課、地域安全課、生涯学習課、学校教育課、学校指導課、教育総務課、教育長室、応接室、会議室401〜403、危機管理課、管財課、車両管理室、土地開発公社、監理課、市政記者室                                           |
| 3F | 会議室301〜304、土木課、公園緑地課、都市計画課、建築住宅課、営繕課、観光ジオパーク推進室、文化振興課、文化財保護課、商工課、企業立地室、地産地消課、農業振興課                                                   |
| 2F | 保険年金課、市民税課、資産税課、納税課、生活支援課、会議室201、相談室 |
| 1F | 障害福祉課、福祉総合調整室、長寿介護課、市民課、子ども子育て課、会計課、消費生活センター、市民相談室、男女共同参画室、ATM、相談室、受付、エントランスホール                                                      |

## 開庁時間
- 8時30分〜17時15分 （土・日曜日、祝日は除く）[3]

### 受付時間の延長
- 本庁の市民課は毎週火・金曜日（ただし、祝日等を除く）のみ午後7時まで延長[3]。
- 鶴来支所は毎週金曜日（ただし、祝日等を除く）のみ午後7時まで延長[3]。

## 周辺
- ラスパ白山
- イオン松任店
- 松任総合運動公園
- 公立松任石川中央病院
- 白山市立松任中学校
- 白山警察署
- 白山市立松任小学校